# Disca anser
Disca anser là một loài bướm đêm thuộc họ Erebidae. Nó được tìm thấy ở Malaysia.
Sải cánh dài 12–13 mm. Cánh trước khá hẹp và màu nâu hơi xám. Cánh sau nâu hơi xám phía dưới nâu hơi xám đồng nhất.